# 1089
Anul 1089 (MLXXXIX) a fost un an al calendarului iulian.

## Evenimente
- 8 ianuarie: La solicitarea regelui Constantin Bodin, episcopia de Bar este ridicată la rangul de arhiepiscopie de către antipapa Clement al III-lea; regatul Diocleea capătă denumirea de regatul Serbiei.
- 20 aprilie: La moartea regelui Dmităr Zvonimir al Croației, triburile croate, fiind amenințate de expansiunea venețiană pe coasta Adriaticii, fac un apel către regele Ladislau I al Ungariei (fratele văduvei lui Zvonimir), căruia îi recunosc drepturile asupra Croației și Dalmației; în continuare, Ladislau ocupă Slavonia și se lansează în cucerirea orașelor din Dalmația, cu toată opoziția Veneției și a Papalității.

- 28-30 iunie: Papa Urban al II-lea reușește să ocupe Roma.

- 1 iulie: Papa Urban al II-lea îi îndeamnă pe marii seniori din Catalonia să repare orașele distruse în urma luptelor cu maurii și pe cavalerii francezi să participe la "Reconquistă".

- 4 august: Robert Frizonul, conte de Flandra, se află în pelerinaj la Ierusalim; la întoarcere, se oprește la Constantinopol, pentru a se întâlni cu împăratul Alexios I Comnen, care îi solicită sprijin; Robert îi promite trimiterea a 500 de cavaleri cu care bizantinii să poată rezista presiunii din partea turcilor selgiucizi și a pecenegilor.
- 11 august: Un puternic cutremur este consemnat în insulele britanice.
- 10 septembrie: Conciliul de la Melfi: conducătorul normand Roger Borsa reînnoiește omagiul față de papa Urban al II-lea, care îi acordă învestitura pentru orice teritoriu cucerit sub stindardul papal; cu ocazia aceluiași sinod, este impusă supunerea soțiilor preoților.
- 29 septembrie: La moartea lui Theobald al III-lea, Ștefan-Henric moștenește comitatul de Blois, Chartres și Meaux.

### Nedatate
- Aflați sub presiunea cumanilor, pecenegii invadează din nou Tracia; ei înaintează până la Ipsala, împăratul Alexios I Comnen fiind silit să le solicite pacea.

- august: Căsătoria contesei Matilda de Toscana (în vârstă de 43 de ani) cu Welf al II-lea de Bavaria (18 ani), sub egida papei Urban al II-lea.

- septembrie: Reluarea negocierilor dintre papa Urban al II-lea și împăratul Alexios I Comnen, în vederea sprijinului reciproc atât împotriva împăratului Henric al IV-lea, cât și a normanzilor din sudul Italiei; în prezența ambasadorilor bizantini, papa ridică excomunicarea lui Alexios.

- Northumbria este împărțită de către normanzi în comitatele Northumberland, Durham, Yorkshire, Westmoreland și Lancashire.

- Regele George al II-lea al Georgiei abdică în favoarea fiului său, David I.

- Sultanul selgiucid Malik Șah I cucerește Buhara și Samarkand; conducătorul karakhanid Ahmad, luat prizonier, este nevoit să se supună selgiucizilor.

- Un cutremur distruge orașul Palmyra.

## Arte, Știință, Literatură și Filozofie
- Este întemeiată abația din Cîteaux, prima mănăstire cisterciană din sudul Franței.

## Înscăunări
- David I "Contructorul", rege al Georgiei (1089-1125).
- Rama Varma Kulashekhara, în statul Kerala, din India.
- Ștefan-Henric, conte de Blois, Chartres și Meaux (1089-1102).

## Nașteri
- Dahui Zonggao, călugăr zen din China (d. 1163).
- Han Shizong, general chinez (d. 1151)

## Decese
- 20 aprilie: Dmităr Zvonimir, rege al Croației (n. ?)
- 28 mai: Lanfranc, teolog italian (din Pavia), arhiepiscop de Canterbury (n. 1005).
- 29 septembrie: Theobald al III-lea, conte de Blois (n. 1012).
- Kalasa, rege în Kashmir (n. ?)